# Martone
Martone  község (comune) Calabria régiójában, Reggio Calabria megyében.

## Fekvése
A megye északkeleti részén fekszik. Határai: Fabrizia, Gioiosa Ionica, Grotteria, Nardodipace, Roccella Ionica és San Giovanni di Gerace.

## Története
A települést a 9. században alapították a tengerpartról, a szaracén portyázások elől menekülő lakosok. Korabeli épületeinek nagy része az 1783-as calabriai földrengésben elpusztult. A 19. században nyerte el önállóságát, amikor a Nápolyi Királyságban felszámolták a feudalizmust.

## Népessége
A népesség számának alakulása:

## Főbb látnivalói
- Santa Maria Assunta-templom
- San Giuseppe-templom
- San Giorgio Martire-templom